# رضوان شاهين
رضوان شاهين، مخرج سوري، من مواليد حلب سنة 1955م.

## عنه
حصل على ماجستير في الإخراج السينمائي من المعهد العالي للسينما التابع لأكاديمية الفنون بالقاهرة في عام 1982، وهو عضو في نقابة الفنانين السوريين منذ عام 1986.
مشروع تخرجه «الغصون الزائفة» ويتكلم عن مقاومة الظلم والاستبداد. كان وقت عرضه متزامنا مع الاجتياح الإسرائيلي لمدينة بيروت وكانت اشعار الشاعر الفلسطيني محمود درويش تصدح في فضاء الفيلم. اشترك فيلم الغصون الزائفة بمهرجان أوبرهاوزن بألمانيا الغربية عام 1983م. أثناء دراسته في مصر عمل بأفلام عديدة بالسينما المصرية 16 فيلم روائي في مجالي (الإخراج والمونتاج) مع عدة مخرجين كبار وكذلك عمل بالعديد من الأفلام الوثائقية من عام 1976 حتى عام 1986م.

## أعماله
عاد إلى سورية وساهم بالأعمال الدرامية السورية في بداية نشأتها خلال حقبة التسعينيات:
- عام 1995 أخرج مسلسل (القلب)، ويروي عن أول عملية زرع قلب في سوريا طبعاً ضمن إطار درامي تشويقي .. والعمل دعوة لإنشاء بنك أعضاء بشرية في سورية على غرار الدول المتقدمة في المجال الطبي.. لأن هناك كثير من الأرواح ممكن أن يتم إنقاذها في حال وجود بنك الأعضاء.
- عام 1996 أخرج فيلم تلفزيوني اسمه (مجلس الرحمة)، ويناقش العمل عن الحالة الاقتصادية في الخمسينيات .. وكيف أن العائلات السورية تضطر لإخراج أكبر أولادها من المدرسة لمساعدة الأب في العمل والمعيشة….عمل إنساني يدعو لثورة ضد الفقر.
- عام 1997 أخرج مسلسل خمس حلقات اسمه (صهيل الألم)، قدم معالجة سيكولوجية (على ضوء مدرسة التحليل النفسي) عن شخصية عصابية مريضة نفسياً تقوم بالانتقام من الدكتور الذي اشرف على العملية الجراحية لوالده والذي مات الأب خلالها فيقوم ابن المريض بالانتقام من الدكتور ويقتله.
- عام 1998 أخرج مسلسل 15 حلقة اسمه (باب الحديد)، هذا المسلسل يطرح نكسة الخامس من حزيران / يونيو عام 1967 .. (عالج هزيمة الجيوش العربية اجتماعيا وليس عسكريا. كان باب الحديد أول عمل عربي يتكلم عن النكسة بجرأة وكيف أن السلطات العربية خدعت شعوبها. هذا المسلسل عمل ضجة كبيرة بين أوساط المثقفين وجدلية واسعة بين أطياف المجتمع. حصل مسلسل باب الحديد على ثلاث جوائز من مهرجان القاهرة للإذاعة والتلفزيون في دورته الخامسة عام 1999م.
- عام 2000 أخرج مسلسل اسمه لشو الحكي ؟ (15 حلقة صامته)، وهو عبارة عن 15 حلقة متصلة منفصلة كل حلقة تتكلم عن موضوع معين. 15 حلقة بدون أي كلمة أو حوار بين الممثلين من خلال الصورة تستطيع تتبع الأحداث وهذا يعتبر عمل سينمائي خالص. هذا العمل حصل على الجائزة الذهبية كأفضل إخراج في الوطن العربي من مهرجان القاهرة للإذاعة والتلفزيون بدورته السابعة عام 2001.
- عام 2005 أخرج مسلسل كوميدي 33 حلقة اسمه (أنا وأربع بنات).
- عام 2006 أخرج مسلسل دعاة على أبواب جهنم) وتم تصويره في الأردن وإنكلترا وروسيا. يتكلم المسلسل عن الإرهاب السلفي باسم الدين. وكيفية التفجيرات التي تمت بعمان ولندن والدخول على عوالم أمراء الجماعة التابعة للقاعدة. هذا العمل حصل على الجائزة الذهبية من مهرجان تونس عام 2007.
- عام 2007 أخرج مسلسل 30 حلقة اسمه (كوم الحجر). هذا المسلسل أحداثه أيام الانتداب الفرنسي لسورية، ومن خلال قرية سورية تواجه ظلم الآغا التركي وتحكمه بمصير أهل القرية . والظلم والاستبداد .. حتى يتم قتل الاغا على يد السائس الذي يعمل في الإسطبل.
- عام 2008 أخرج مسلسل 30 حلقة اسمه (الحوت)، أحداثه أثناء الانتداب الفرنسي في الثلاثينيات ويحكي عن عوالم الصيادين في مدينة اللاذقية السورية وتسلط الضوء على شخصية الحوت الذي يبتلع كل خصومه للوصول للسلطة .. ويتبنى السياسة الميكيافيلية بممارساته ويدوس على أقرب الناس لديه .. ما دام سيجني مصلحة من وراء ذلك. حصل الحوت على الجائزة الذهبية من مهرجان تونس.
- عام 2009 اخرج مسلسل في مصر اسمه (عشان ماليش غيرك)، مع الممثلة إلهام شاهين.
- عام 2011 اخرج بالأردن مسلسل (بوابة القدس). وهو أضخم إنتاج درامي أردني على الإطلاق، ويتكلم عن سقوط فلسطين بأيدي الصهاينة وإنشاء دولتهم المزعومة. هذا العمل حصل على الجائزة الذهبية لمهرجان الخليج في البحرين.
- عام 2012 أخرج في لبنان مسلسل من 41 حلقة اسمه (الغالبون الجزء الثاني)، يتكلم عن المقاومة اللبنانية ضد احتلال إسرائيل وعمليات المقاومة اللبنانية (أحداثه من عام 1985 حتى عام 1992.

### مسلسلات
- مسلسل القلب (أربع حلقات) عام 1995
- مسلسل صهيل الألم (خمس حلقات) عام 1997
- مسلسل باب الحديد (15 حلقة) عام 1998 حاز على ثلاث جوائز في مهرجان القاهرة
- مسلسل لشو الحكي (15 حلقة) عام 2000 حاز على أفضل إخراج في الوطن العربي في مهرجان القاهرة
- مسلسل أنا وأربع بنات (33 حلقة) عام 2005
- مسلسل دعاة على أبواب جهنم (30 حلقة) عام 2006 (الأردن) حاز على ذهبية مهرجان تونس
- مسلسل كوم الحجر (30 حلقة) عام 2007
- مسلسل الحوت (30 حلقة) عام 2008 حاز على ذهبية مهرجان تونس
- مسلسل عشان ماليش غيرك (30 حلقة) عام 2009 (مصر)
- مسلسل بوابة القدس (30 حلقة) عام 2011 (الأردن) حاز على ذهبية مهرجان الخليج في البحرين
- مسلسل الغالبون الجزء الثاني (41 حلقة) عام 2012 (لبنان)

### أفلام
- مجلس الرحمة (فيلم تلفزيوني) عام 1996
- فيلم وثائقي عن توسعة الحرمين الشريفين (السعودية) عام 2001
- فيلم تسجيلي عن الجامع الأموي في مدينة حلب وذلك لعرضه بافتتاحية (مهرجان حلب عاصمة الثقافة الإسلامية في عام 2006